# المراكز التاريخية لبيرات وغيروكاستر
 المراكز التاريخية لبيرات وغيروكاستر (بالألبانية: Qendrat historike të Beratit dhe Gjirokastrës)‏ هو موقع تراث عالمي يُوجد في ألبانيا ويشمل مدينتي بيرات وغيروكاستور. أُضيفت غيروكاستر إلى قائمة اليونسكو للتراث العالمي عام 2005، في حين أُضيفت بيرات للقائمة عام 2008 كامتداد لموقع غيروكاستر. وقد تم اعتبار الموقع من نوادر النموذج المعماري في العصر العثماني.
غالبًا ما تُوصف مدينة بيرات على أنها مدينة الألف نافذة، كما تعتبر واحدة من الكنوز المعمارية في ألبانيا. آثار المدينة التي خلفها حكم كل من الإليريين واليونانيين والرومان والبيزنطيين والعثمانيين لا تزال واضحة ومحفوظة بشكل جيد في المدينة، وتتجسد في القلاع والقصور والكنائس القديمة والمساجد واللوحات الجدارية الرائعة والأيقونات والجداريات. على مر القرون، كانت بيرات المكان الذي تتعايش فيه الأديان والمجتمعات المختلفة في سلام.
يُشار إلى مدينة غيروكاستر باسم مدينة الحجر، وتمتد على الجانب المُنحدر من وادي نهر درينو. مثل معظم المدن الأخرى في ألبانيا، توجد في غيروكاستر كنوز معمارية من حضارات مختلفة حكمت المنطقة على مر القرون.

## مواقع الجذب

### بيرات
- حي مانغالم
- منطقة غوريكا
- قلعة بيرات
- منازل في منطقة كالاجا
- كنيسة الثالوث المقدس في بيرات
- مسجد الفردي
- كنيسة القديس ثيودور في بيرات